# André Blondel
André-Eugène Blondel (Chaumont, 28 agosto 1863 – Parigi, 15 novembre 1938) è stato un ingegnere e fisico francese, noto per essere l'inventore dell'oscilloscopio elettromeccanico e di un sistema di unità di misura per grandezze fotometriche.

## Biografia
Blondel è nato a Chaumont, nell'Alta Marna, in Francia. Suo padre era un magistrato nella città di Digione. Frequentò l'École nationale des ponts et chaussées  e si è laureò, come primo della classe nel 1888. Fu assunto come ingegnere nella Lighthouses and Beacons Service fino a quando non si ritirò nel 1927. Diventò professore di elettrotecnica alla School of Bridges and Highways e alla École des mines di Parigi.
Diventò molto presto incapace di muoversi a causa di una paralisi alle gambe, che lo costrinse a rimanere in casa per 27 anni, senza comunque mai smettere di lavorare.
Nel 1893 André Blondel cercò di risolvere il problema della sincronizzazione integrale, usando la teoria proposta da Alfred Cornu . Determinò le condizioni sotto le quali la curva tracciata da un apparecchio di acquisizione ad alta velocità avrebbe seguito più fedelmente possibile le variazioni effettive del fenomeno fisico sotto esame.
Questo lo portò a inventare gli oscilloscopi bifilari e in ferro dolce . Questi strumenti hanno vinto il primo premio all'Esposizione di St. Louis nel 1904 e si rivelarono più potenti di quelli usati al tempo. Rimasero la tecnologia per registrare fenomeni elettrici ad alta velocità per oltre 40 anni quando furono sostituiti dall'oscilloscopio a raggi catodici. Furono fondamentali per capire al meglio il fenomeno della corrente alternata.
Blondel ideò una teoria della raddrizzazione con elettrodi asimmetrici. Dimostrò l'esistenza di tre tipi di arco elettrico : l'arco primitivo di William Duddell, l'arco secondario di Valdemar Poulsen e una successione di scariche oscillatorie.
Nel 1892, pubblicò uno studio sull'accoppiamento di generatori sincroni su una grande rete elettrica in corrente alternata . Una stessa analisi venne eseguita poco prima da un altro ingegnere elettrico, Paul Boucherot, usando un approccio diverso, ma arrivando tuttavia a conclusioni simili.
Nel 1893, presenta alla conferenza "AIEE International Electrical Congress" il suo studio "Measurement of the Energy of Polyphase Currents", dove viene presentato il principio oggi noto come teorema di Blondel.
Nel 1894 propose il lumen e altre nuove unità di misura per la fotometria, basate sul metro e sulla candela di Violle . Ha coniato i nomi del phot e dello stilb intorno al 1920.

Nel 1899, pubblicò la "Teoria empirica dei generatori sincroni" che conteneva la teoria di base riguardante le reazioni di armatura secondo l'asse diretto e trasversale. Fu ampiamente utilizzata per lo studio e la spiegazione delle proprietà delle macchine sincrone a poli salienti
Nel 1909, aiutato da M. Mähl, lavorò su uno dei primi schemi per la trasmissione di potenza in corrente alternata a lunga distanza. Il progetto ha portato alla costruzione di una centrale idroelettrica da 300000 cavalli a Genissiat sul Rodano, che ha trasmesso energia elettrica a Parigi usando un sistema polifase a corrente alternata a 120 kV che si estendeva per oltre 350 kilometri.
Nel 1914 realizzò una serie di esperimenti per stabilire la validità della legge di Faraday come legge generale dell'induzione elettromagnetica.
Morì a Parigi il 15 novembre 1938.

## Premi e riconoscimenti
Blondel fu nominato membro dell'Accademia francese delle scienze nel 1913. Fu nominato comandante della Légion d'honneur nel 1927 e nel 1937 ricevette la medaglia di Faraday . Ha anche ricevuto la medaglia del Franklin Institute, il premio Montefiore e il premio Lord Kelvin.
Nel 1942 fu proposto di rinominare quella che allora era l'unità di misura della luminanza, l'apostilb, come blondel, in suo onore.